# 林家咲太朗
林家 咲太朗（はやしや さくたろう、1997年〈平成9年〉1月5日 - ）は、日本の落語家。落語協会所属の二ツ目。東京都出身。本名は田鹿 咲太朗（たじか さくたろう）。
父は落語家の林家たい平。母は元フリーアナウンサーの田鹿千華。

## 経歴
1997年1月5日生まれ。林家たい平の長男。妹と弟がいる。
2019年3月、立教大学法学部を卒業後、父である林家たい平に弟子入りし「さく平」となる。同年8月10日、横浜にぎわい座の「林家たい平独演会」で初高座「転失気」を務めた。また、父・たい平のYouTubeチャンネルの編集を行っている。 
2020年10月1日に1年6カ月の見習いを経て、三遊亭二之吉、林家ぽん平と共に前座となる。また、ぽん平とは共に父が落語家で林家こん平一門の兄弟弟子でもある。（ぽん平の父は九代目林家正蔵）。
2025年5月下席より、三遊亭二之吉改め三遊亭仁之吉、林家ぽん平とともに二ツ目に昇進し、「林家咲太朗」に改名した。

## 芸歴
- 2019年3月 - 林家たい平に入門、「さく平」を名乗る。
- 2020年10月 - 前座となる。
- 2025年5月 - 二ツ目昇進、「咲太朗」に改名。

## 出演
- 映画「でくの空」
- 映画「忍獣大戦記ジャロン対ゴウラ」